# Willian Arão
Willian Souza Arão da Silva (nascut el 12 de març de 1992) és un futbolista professional brasiler que juga com a migcampista al Flamengo del Campionat brasiler de futbol.